# Ramón Trigo
Ramón Trigo ist eine Ortschaft in Uruguay.

## Geographie
Sie befindet sich auf dem Gebiet des Departamento Cerro Largo in dessen Sektor 6. Ramón Trigo liegt einige Kilometer nördlich von Fraile Muerto und Tres Islas.

## Einwohner
Ramón Trigo hatte bei der Volkszählung im Jahre 2011 150 Einwohner, davon 74 männliche und 76 weibliche.
| Jahr | Einwohner |
| ---- | --------- |
| 1963 | 113       |
| 1975 | 42        |
| 1985 | 42        |
| 1996 | 151       |
| 2004 | 171       |
| 2011 | 150       |

Quelle: Instituto Nacional de Estadística de Uruguay